# Regional Electricity Regulators Association of Southern Africa

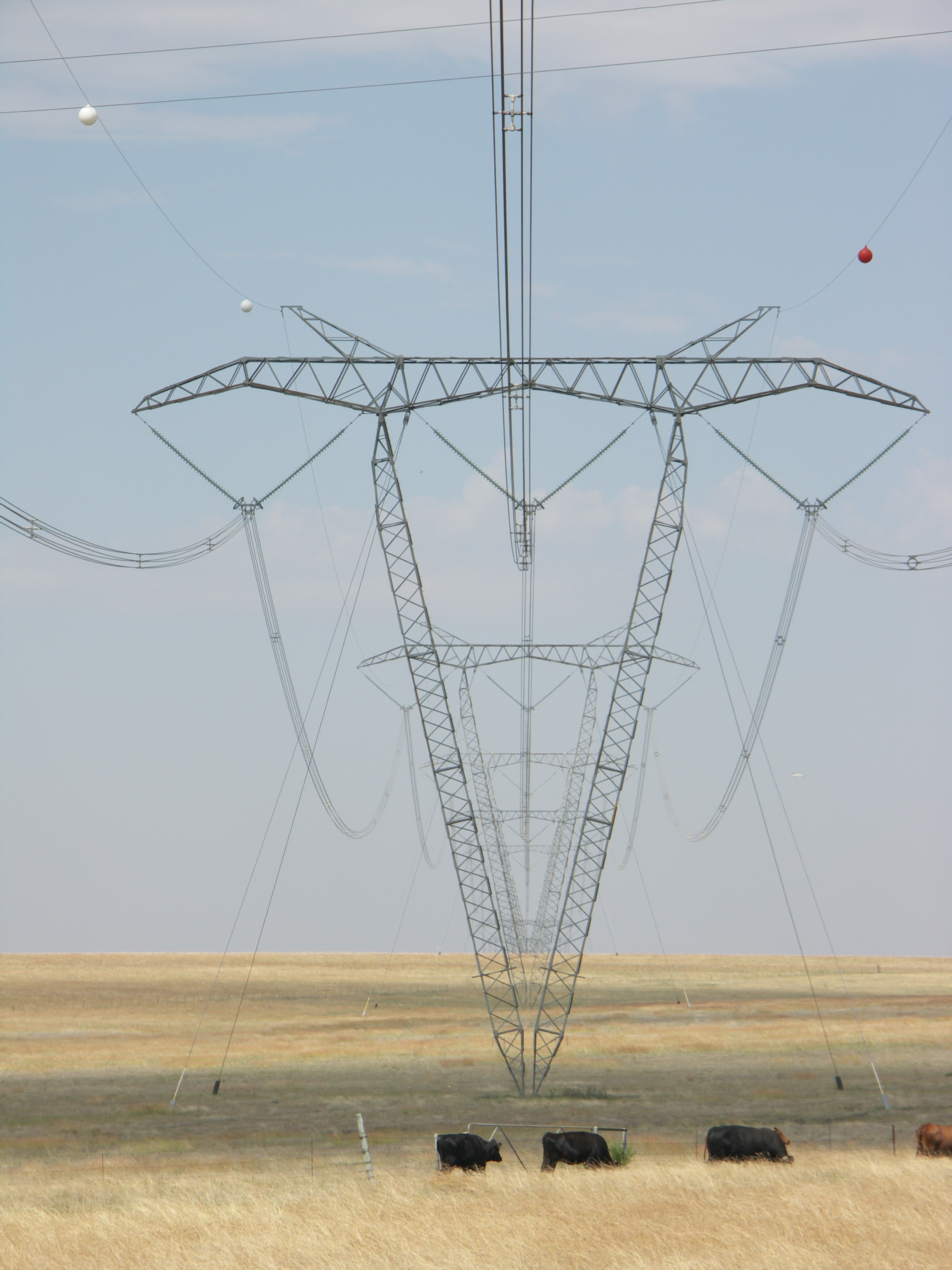
Stromleitung in Südafrika

Die Regional Electricity Regulators Association of Southern Africa (RERA) ist eine Suborganisation der SADC-Staaten für die Zusammenarbeit ihrer nationalen Elektrizitäts- bzw. Energieregulierungsbehörden. Das Sekretariat befindet sich in Windhoek in Namibia.

## Ziele
Der Zweck dieser internationalen Organisation besteht in der Harmonisierung von Regulierungspolitiken, Rechtsvorschriften, Standards und Verfahrensweisen sowie einer effektiven Zusammenarbeit unter den Mitgliedsstaaten.
Die Regional Electricity Regulators Association of Southern Africa (RERA) entwickelt Richtlinien für den grenzüberschreitenden Stromhandel und Investitionen in diesem Sektor unter den Mitgliedsstaaten und setzt auf diese Weise Rahmenbedingungen für die jeweiligen nationalen Regulierungsbehörden.

## Geschichte
Die Organisation wurde von den Energieministern der SADC am 12. Juli 2002 im Verlaufe einer Konferenz in Maseru gegründet.
Grundlage für ihre Entstehung sind Vereinbarungen im Rahmen von NEPAD und mehrere multilaterale Abkommen:
- SADC Protocol on Energy, 1996
- SADC Energy Co-operation Policy and Strategy, 1996
- SADC Energy Sector Action Plan, 1997
- SADC Energy Activity Plan, 2000.[3][2]

RERA nahm formell am 26. September 2002 in Windhoek ihre Tätigkeit auf. Die Organisation wurde nach namibischem Recht am 3. Oktober 2003 da registriert.
Im SADC Regional Energy Access Strategy and Action Plan vom März 2010 wurde die Absicht erklärt, den Zuständigkeitsbereich der RERA auch auf andere Energieträger auszudehnen.

## Mitglieder
Mit Stand November 2016 sind folgende nationale Behörden Mitglied der RERA:
- Angola: Instituto Regulador do Sector Eléctrico (IRSE)[6]
- Eswatini: Eswatini Energy Regulatory Authority (EERA)[7]
- Lesotho: Lesotho Electricity and Water Authority (LEWA)[8]
- Malawi: Malawi Energy Regulatory Authority (MERA)[9]
- Mosambik: Conselho Nacional de Electricidade (CNELEC)[10]
- Namibia: Electricity Control Board (ECB)[11]
- Sambia: Energy Regulation Board (ERB)[12]
- Südafrika National Energy Regulator (NERSA)[13]
- Tansania: Energy and Water Utilities Regulatory Authority (EWURA)[14]
- Simbabwe: Zimbabwe Energy Regulatory Authority (ZERA)[15]